# Linnaemya pulchella
Linnaemya pulchella är en tvåvingeart som beskrevs av Villeneuve 1934. Linnaemya pulchella ingår i släktet Linnaemya och familjen parasitflugor. Inga underarter finns listade i Catalogue of Life.